# Jean Riolan

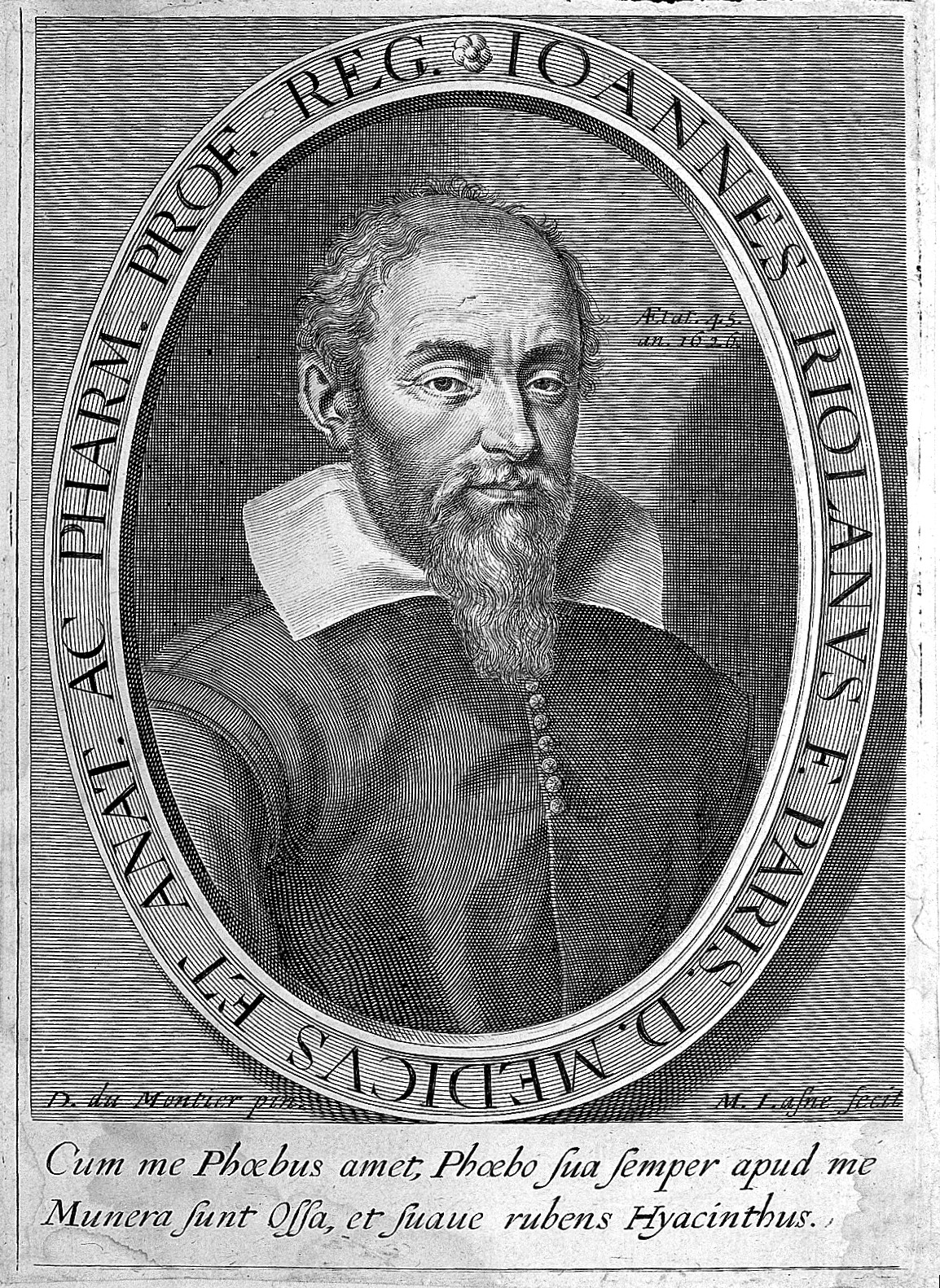
Jean Riolan der Jüngere, vor 1627

Jean Riolan (der Jüngere), deutsch auch Johann Riolan d. J., latinisiert Johannes Riolanus (* 20. Februar 1580 in Paris; † 19. Februar 1657 ebenda), war ein französischer Arzt, Anatom und Botaniker.

## Leben und Wirken
Jean Riolan war der Sohn des gleichnamigen Arztes Jean Riolan (1539–1605), einem Mitglied der Pariser Medizinischen Fakultät. 1604 erhielt Jean Riolan der Jüngere, der unter anderem bei seinem Onkel Simon Piètre studierte, den Doktorgrad der Medizinischen Fakultät Paris. 1613 wurde er in Paris zum Professor der Anatomie und Botanik ernannt. Er war Leibarzt Heinrichs IV. (1553–1610) und Ludwigs XIII. (1601–1643) sowie 1. Arzt der Königin-Mutter Maria de’ Medici (1575–1642). Dieser folgte er 1631 ins Exil und verließ sie bis zu ihrem Tode nicht. 1642 kehrte er nach Paris zurück und er erhielt dort den eigens für ihn errichteten Lehrstuhl der Anatomie, Botanik und Pharmazie.
Riolan war der bekannteste Kritiker Harveys, dessen die Physiologie revolutionierende, den alten Autoritäten Aristoteles, Hippokrates und Galen widersprechende Lehre vom Blutkreislauf er vor allem dadurch anzweifelte, dass er die Existenz eines kleinen Kreislaufs leugnete. Nach Riolans Meinung könnten die Lungen den Andrang einer solchen Menge von Blut nicht ertragen, wie sie nach Harvey durch die Arteria pulmonalis in die Lungen treten müsste. Riolan bezweifelte auch und widerlegte die Beschreibung des Lymphgefäßsystems durch Thomas Bartholin. Den ihm von seinem Schüler Johann Georg Wirsung mitgeteilten Ductus pancreaticus hielt er für einen den Chylus reinigenden Filter von Leber und Milz. In seinen 1653 veröffentlichten Opuscula erwähnt er die Möglichkeit, einen mit der Gefahr einer Herzbeuteltamponade verbundenen Herzbeutelerguss durch Punktion zu entlasten.

## Schriften (Auswahl)
- Anatomia seu antropographia. Paris 1626 und 1649.
- Encheiridium anatomicum et pathologicum, in quo ex naturali constitutione partium, recessus a naturali statu demonstratur. Ad usum Theatri Anatomici adornatum. 4. Auflage. C. Meturas, Paris 1648 (Digitalisat); Leiden 1649.
- Opera anatomica vetera recognita et auctiora. Meturas, Paris 1649.
- Opuscula Anatomica Nova, quae nunc primum in lucem prodeunt. Instauratio magna physicae et medicinae per novam doctrinam de motu circulario sanguinis in corde. Accessere notae in J. Wallaei duas epistulas de circulatione sangunis. London 1649 (Digitalisat).
- Opuscula nova anatomica, judicium novum de venis lacteis tam mesentericis quam thoracicis, adversus Th. Bartholinum. Lymphatica vasa Bartholini refutata. Animadversiones secundae ad anatomiam reformatam Bartholini. Ejusdem dubia anatomica de lacteis thoracicis resoluta. Hepatis funerati et ressuscitati vindiciae. Paris 1653. (Digitalisat).